# Vis a vis
Vis a vis es una expresión española procedente del francés vis-à-vis, que significa "cara a cara" o "vista a vista". Se utiliza en contextos cultos.
Vis a vis es sinónimo de tête-à-tête (también "cara a cara" en francés).
En francés antiguo, el vis significaba "cara", por adaptación del participio latino visum (‘visto’), del verbo videre (‘ver’).
También se denomina vis-à-vis a un mueble,  ya bastante fuera de uso, compuesto por dos asientos. Esos asientos pueden estar dispuestos el uno en frente del otro, como en el carruaje vis-à-vis o bien uno al lado del otro, como sucede en el sofá, las personas se sientan, una en una dirección y la otra en dirección opuesta, pero de tal manera que sus rostros quedan a la misma altura y muy cerca, facilitando conversar en la intimidad. El mueble vis-à-vis tiene forma de S. En ambos senos de la S se encuentran los asientos, de tal modo que de las dos personas que en ellos se sientan, uno tiene los pies en una dirección y el otro en la dirección contraria. Esos muebles no pueden colocarse adosados a la pared, sino en medio de la habitación. Requieren, como consecuencia habitaciones grandes. Todos los presentes puede percibir que dos personas están haciendo un aparte. Quizá por ello los vis-à-vis van cayendo en desuso y sólo se conservan en casonas señoriales.

## Encuentro personalizado en prisión
Un uso especializado de este término hace referencia al encuentro en prisión entre un preso y otra persona, especialmente su pareja, sin la presencia de un funcionario de prisiones. Su finalidad no es ni más ni menos que facilitar las relaciones íntimas que tienen lugar entre parejas cuando, por motivos obvios, la prisión se lo impide.
Es de hacer notar que, en este contexto, en Hispanoamérica no se utiliza el término "Vis a vis" sino los de "visita conyugal", "visita higiénica" o "visita íntima".